# Настойчивость
В психологии, настойчивость — личностное волевое качество, характерное способностью преодолевать внешние и внутренние препятствия, направленное на неуклонное, вопреки трудностям и препятствиям, достижение осуществления цели. Настойчивость не следует путать с упрямством, при котором единственным мотивом поведения является самоутверждение, стремление настоять на своём.  
Одна из возможных черт личности. Измеряется в опроснике темперамента и характера (TCI) и считается одной из четырёх черт темперамента. Настойчивость относится к деятельности без оглядки на усталость или разочарование. Исследование Клонингера показало, что настойчивость, как и другие черты темперамента, с высокой вероятностью передаётся по наследству. 
Составляющие настойчивости, в TCI-R, представляют собой:
1. Энтузиазм (PS1)
2. Закалённость (PS2)
3. Амбициозность (PS3)
4. Перфекционизм (PS4)

Исследование, сравнивающее определение, опросника темперамента и характера, с пятифакторной моделью личности, показало, что настойчивость, в значительной степени, связана с добросовестностью. Кроме того, настойчивость, была умеренно положительно связана, с чертой самопреодоления, по TCI-R. Исследования также показали, что настойчивость положительно коррелирует с активностью, в модели альтернативной большой пятёрке Цукермана и отрицательно коррелирует с психотизмом в модели Айзенка.

## Формирование настойчивости
Настойчивость развивается у человека, на основе воспитания, начиная с дошкольного возраста. Для этого необходимо приучать ребёнка не прекращать целенаправленных усилий при возникновении препятствий, ставить перед ним достаточно трудные, но выполнимые задачи и неуклонно требовать доводить начатые дела до конца. Очень важно также, выработать у ребёнка, умение самостоятельно ставить и разрешать объективно значимые задачи. В школьном возрасте, важная роль, в развитии настойчивости, принадлежит коллективу учащихся и самовоспитанию.

## Проявление настойчивости
Настойчивость может проявляться в различных сферах жизни людей, учёбе, работе, спорте, творчестве и любых других занятиях жизнедеятельности индивида. Настойчивый человек, обладает следующими чертами:
- Чётко определяет свою цель и планирует пути её достижения.

- Добивается своей цели, даже если она кажется недостижимой или слишком сложной.

- Готов столкнуться с препятствиями и трудностями, на пути к цели.

- Воспринимает свои ошибки и неудачи, использует их, как возможность, для обучения и совершенствования.

- Находит ресурсы, поддерживает мотивацию и энергии: интерес к делу, вера в себя, обратная связь от окружающих людей.

- Гибко подстраивается, к изменяющимся условиям и обстоятельствам, не теряя при этом своей цели из виду.

- Демонстрирует терпение и выдержку, не спешит с выводами и решениями.

- Стремится к постоянному самосовершенствованию и повышению своего профессионализма.

## Значимость настойчивости
Настойчивость имеет большое значение для личного и профессионального успеха. Настойчивый человек способен достигать высоких результатов в любой деятельности, преодолевая все преграды. Также, способствует развитию других личностных качеств, таких как самоценность, самоуважение, самодисциплина, ответственность, инициативность, творчество. Помогает реализовать свой человеческий потенциал и жить в гармонии с собой и окружающим миром.

## Примеры настойчивых людей
Настойчивость можно наблюдать у многих известных людей, которые добились успеха в жизни. Вот некоторые из них:
- Авраам Линкольн — 16-й президент США, который вопреки своему скромному происхождению, нескольким поражениям в выборах и гражданской войне смог объединить страну и отменить рабство.

- Мария Кюри — выдающаяся учёная, первая женщина, получившая Нобелевскую премию по физике и химии, которая, несмотря на дискриминацию, бедность и болезнь, продолжала свои исследования в области радиоактивности.

- Томас Эдисон — изобретатель, который создал более 1000 изобретений, в том числе, лампочку, фонограф и кинематограф, которые изменили жизнь человечества. Не сдавался после сотен неудачных экспериментов и говорил: «Я не потерпел неудачу. Я просто нашёл 10 000 способов, которые не работают».

- Хелен Келлер — писательница, общественный деятель и первая глухонемая женщина, получившая степень бакалавра. Научилась читать, писать и говорить, с помощью своей наставницы, Анны Салливан и стала символом силы воли и настойчивости.

- Майкл Джордан — легендарный баскетболист, шестикратный чемпион НБА и один из самых выдающихся спортсменов в истории. Был выгнан из школьной команды по баскетболу в юности, но не сдался и продолжал тренироваться ежедневно. Честно признавался в интервью: «Я пропустил более 9000 бросков в своей карьере. Я проиграл почти 300 игр. 26 раз мне доверяли сделать победный бросок — и я промахивался. Я терпел неудачу снова и снова в своей жизни. И поэтому я добился успеха».